# Le Novomax
Le Novomax est un bâtiment destiné aux pratiques musicales, dont les musiques actuelles, situé à Quimper en Bretagne et ouvert au public le 1er octobre 2015.
Administré par l'association Polarités, il comprend des studios de répétitions et d'enregistrements et une salle de concert.
Le Novomax fait partie du « Pôle culturel Max Jacob » inauguré le 13 novembre 2015.

## Historique
En 1999, Christophe Dagorne, musicien gabéricois et ancien salarié du Centre de Création Musicale de Brest, devenu depuis directeur des Polarités, est embauché à la Maison pour tous d’Ergué-Armel à Quimper pour encadrer le pôle de musiques actuelles. En 2001, avec David Le Tiec, futur président des Polarités, et des musiciens qui répètent aux studios, ils organisent le festival les Hivernautes qui va devenir le rendez-vous annuel des musiques actuelles en Cornouaille jusqu'à sa dernière édition en 2014 et l'ouverture du Novomax en 2015.
En juin 2003 l'association « Polarités » est fondée par un collectif de musiciens avec des membres de la MPT et d’acteurs associatifs locaux, devenant un projet culturel à part entière. Celle-ci a pour objectif de favoriser l’accompagnement des praticiens et des acteurs de musiques actuelles du Finistère et de l'Hexagone par la mise en œuvre d’un projet se déclinant sur toute la filière musicale : répétition, enregistrement, formation, diffusion, aide à la création, résidence d'artistes, information, promotion. Dans ses statuts, l'association « se donne la possibilité de prendre en gestion des équipements culturels, qu'ils soient publics ou privés ». 
En 2008, la municipalité réalise un état des lieux de la culture à Quimper. À la suite de l'analyse des études et du projet formulé par Polarité[s], un pôle destiné aux musiques actuelles s'est révélé être nécessaire. Le pôle Max Jacob, construit autour du théâtre du même nom, est la solution retenue.
À la suite de l'ouverture du Novomax le 1er octobre 2015, Polarités et Torr-Penn production s'associent pour produire Ascenseur pour le live, une émission sur la scène musicale émergente pour la chaîne de télévision locale Tébéo. Au programme : un live enregistré au Novomax, des interviews et des reportages sur l’actualité culturelle locale. La première émission est programmée le 26 novembre 2015.

## Équipement

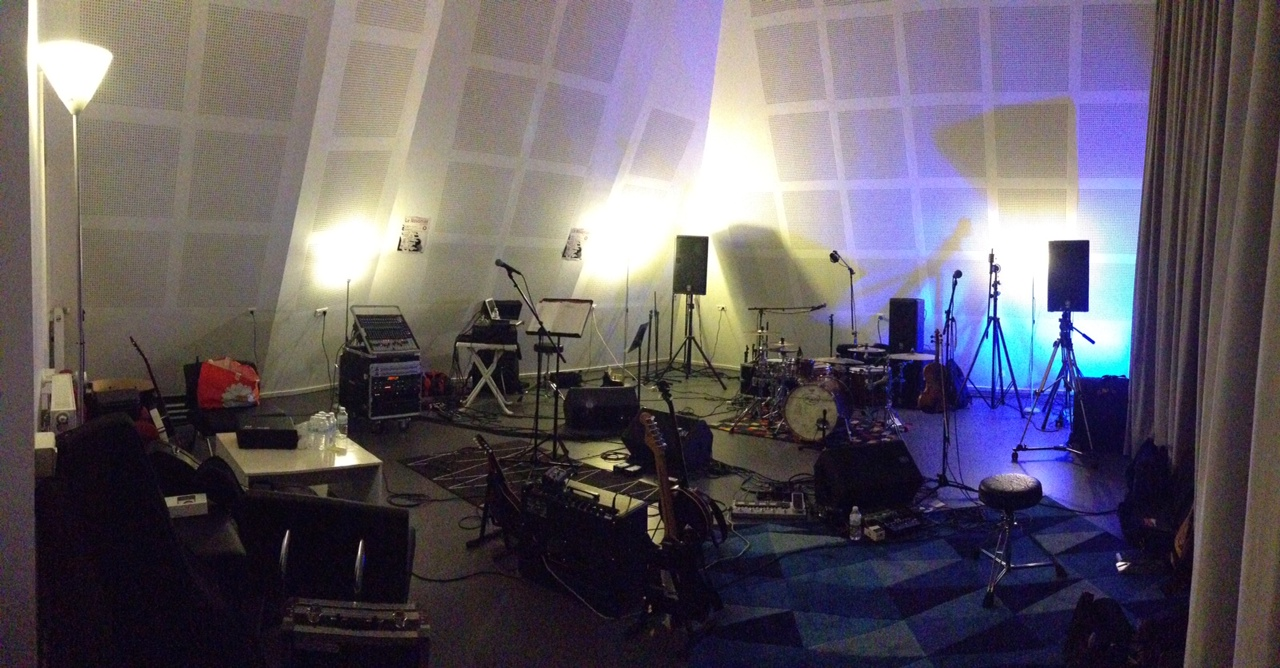
Instruments du groupe Red Cardell en 2015 dans le grand studio de répétition et enregistrement

Le Novomax comprend cinq studios de répétition / enregistrement, trois salles de cours,  et une salle de concert modulable pouvant accueillir entre 100 places assises et 297 personnes debout.
La façade est largement vitrée, ouverte sur l’extérieur. Un grand hall convivial accueille les habitants. Le bâtiment à la fois simple et expressif avec son bardage en bois de châtaignier, entre en dialogue avec le Théâtre Max Jacob. Son isolation acoustique est particulièrement travaillée. Il répond par ailleurs à un niveau de performance BBC.

Sa conception a été confiée aux architectes Berranger & Vincent ainsi qu’aux aux architectes associés Encore heureux.

## Pôle culturel Max Jacob
Le Novomax fait partie d'un ensemble nommé « Pôle culturel Max Jacob » qui comprend, dès 2015, le Théâtre Max-Jacob et son jardin paysager, le restaurant le Comptoir du Théâtre remplacé en 2018 par le café Les Planches, les administrations et locaux des associations Très Tôt Théâtre, Art4context, Les Aprem'Jazz, le Jardin pédagogique, les Ateliers du jardin et l’Espace Hervé Le Meur (locaux de Ti ar Vro Kemper et du Bagad Kemper).
La conception du projet est confiée aux architectes Jérôme Berranger et Stéphanie Vincent. La première tranche de travaux a un coût de 6 millions d'euros.
La seconde tranche des travaux prévu en 2017 est abandonnée par la municipalité du moment mais reprise, sous une autre forme, par la municipalité élue en 2020. Dans le cadre du projet global du Pôle Max Jacob, le nouvel adjoint à la culture est séduit par le projet des Polarités, qui prévoit une extension de la salle du Novomax qui la ferait passer de 93 à 160m², portant l’accueil à 500 places debout. Lors de l'assemblée générale de l'association le 14 octobre 2020, il indique qu’il portera au vote du conseil municipal en 2021 le projet d'extension de la salle ainsi que la réhabilitation du théâtre à l'identique.

## Artistes programmés

### En 2016
Voilà Voilà, La Canaille, Kickblast, Ancient Soul, Tchaïd, Von Pariahs, The 1969 Club, Toutouig La La, Brain Damage, Red Factory, Garden Master, Le Cric craque son slip, Red Cardell, Brieg Guerveno, Trepalium, Pictured, Papier Tigre, Corbeaux, Antiloops, Sax Machine.

### En 2015
Fuzeta, Heavy Saintz, Hot Wheel Kids, Asocial Club, Pumpkin & vin's Da Cuero, La Notion, JC Satan, Twin Arrows, Le Mamooth, Hyphen Hyphen, Honey Men, Maïa Vidal, Sônge, Laëtitia Sheriff, Cheval Armé, Dagoba, Malkavian, Banane Metalik, Les Skotchés.